# Egmont Kablitz
Egmont Kablitz (* 26. September 1927; † 16. November 2011) war ein deutscher Fußballspieler. Er ist mit 198 Einsätzen und 13 Toren in den Jahren 1952 bis 1962 der Rekordspieler von Borussia Mönchengladbach in der damals erstklassigen Fußball-Oberliga West.

## Laufbahn
Der in allen Mannschaftsbereichen – Verteidigung, Läuferreihe, Angriff – im damaligen WM-System einsetzbare Allrounder kam zur Saison 1952/53 von Preußen Krefeld aus der 2. Liga West zum Oberliga-Rückkehrer nach Mönchen Gladbach. Bei den Schwarz-Weißen aus dem Grotenburg-Stadion in Krefeld hatte er sich mit seinen Vereinskameraden Heinz Janssen und Hermann Wiefels mit seiner Spielstärke in der Verbandsrunde für die Elf vom Bökelberg empfohlen. Bei seinem Oberligadebüt am 24. August 1952 im Heimspiel gegen den FC Schalke 04 gelang ihm als Halbrechter sein erster Treffer. Das Spiel gewann Schalke mit 6:2 und Kablitz bestritt unter Trainer Fritz Pliska in seinem ersten Jahr in der Oberliga West 21 Verbandsspiele und erzielte zwei Tore. Mönchengladbach gelang knapp mit dem 14. Tabellenrang der Klassenerhalt.
In seinem fünften Jahr in Mönchengladbach, 1956/57, stieg er mit seinem Verein in die 2. Liga ab. Er hatte in 24 Ligaeinsätzen vier Tore erzielt. Unter dem zurückgeholten Trainer Pliska erreichte BMG 1957/58 die Vizemeisterschaft und damit die umgehende Rückkehr in die Oberliga West. An der Seite der Mitspieler Albert Brülls (29-23), Albert Jansen (27-15) und Torhüter Günter Jansen (30 Spiele) erzielte Kablitz mit elf Toren in 28 Zweitligaspielen seinen persönlichen Rekord. Am letzten Spieltag, den 18. Mai 1958, trug er sich auch beim 2:0-Auswärtserfolg bei der SG Düren 99 in die Torschützenliste ein.
Im Jahr nach der Oberliga-Rückkehr, 1958/59, absolvierte Kablitz bei den Schwarz-Weiß-Grünen vom Niederrhein alle 30 Ligaspiele und erzielte zwei Tore. Als zur Saison 1959/60 mit Friedhelm Frontzeck und Ulrich Kohn zwei leistungsstarke Neuzugänge den Spielerkader verstärkten, aber weiterhin der Kampf gegen den Abstieg am Bökelberg im Vordergrund stand, folgten weitere 22 Oberligaeinsätze des vielseitigen Mannschaftsspielers. Die erfolgreichste Saison kam im neunten Gladbacher Jahr, 1960/61. Die zwei von Köln gekommenen Angreifer Franz Brungs und Helmut Fendel verstärkten deutlich die Offensive der jetzt von Bernd Oles trainierten Borussia. Der erste Höhepunkt stellte das Finale um den Westdeutschen Pokal am 24. August 1960 in Düsseldorf gegen den Westmeister 1. FC Köln dar. Beim überraschenden 3:1-Erfolg der Gladbacher agierte Kablitz auf Halblinks und die Treffer erzielten Kohn (2) und Brungs. Am 2. Oktober 1960 war er als rechter Außenläufer beim 5:3-Sieg gegen Westfalia Herne im Einsatz. Drei Tage später, am 5. Oktober, kam Kablitz aber beim 3:2-Erfolg im DFB-Pokalfinale gegen den Karlsruher SC nicht zum Einsatz. Im ersten Spiel einer DFB-Elf im Europapokal der Pokalsieger, am 15. November 1960, im Heimspiel gegen die Glasgow Rangers, stand Kablitz bei der 0:3-Niederlage als linker Außenläufer auf dem Platz. Die Saison 1960/61 beendete Mönchengladbach auf dem sechsten Rang in der Oberliga und der Routinier hatte 23 Ligaspiele mit einem Tor absolviert.
Nach zehn Runden bei Borussia Mönchengladbach, beendete der 34-jährige Kablitz im Sommer 1962 nach insgesamt 198 Oberligaspielen mit 13 Toren, seine Spielerkarriere. Er führt damit die Rangliste der Oberligaeinsätze bei der Borussia vor Wilhelm Wicken (178-45) und Albert Brülls (160-38) an.